# 페낭갈란
페낭갈란(말레이어: Penanggalan) 또는 페낭갈(말레이어: Pennanggal)은 말레이시아 전설에 등장하는 야행성 흡혈귀이다. 목에서 장기와 내장이 늘어져 있으며 떠다니는 몸 없는 여성의 머리 형태를 취한다. 페낭갈란은 멀리서 보면 윌오더위스프와 유사하게 불덩이처럼 반짝인다고 전한다. 또한 끄라스, 레악 등 다른 동남아시아 국가에도 흡사한 괴물 전승이 전해오고 있다.
페낭갈란이라는 이름은 "제거하다" 또는 "벗기다"를 의미하는 단어 '탕갈(말레이어: tanggal)'에서 유래했는데, 페낭갈란의 형태가 목에서 내장이 늘어져 있는 채 부유하는 여성의 머리이기 때문이다.